# Fűzfa Balázs
Dr. Fűzfa Balázs habil. PhD (Győr, 1958. november 13. –) Toldy Ferenc-díjas irodalomtörténész, ny. egyetemi docens, szerkesztő, a  
Magyar Tudományos Akadémia köztestületi tagja.
Szakterülete a 19. század magyar irodalma, az élményközpontú irodalomtanítás programja,  Arany János és Ottlik Géza életműve. Elsősorban Berzsenyi Dániel, Ottlik Géza és Weöres Sándor művészetéhez, illetve az irodalomtanítás modernizációjához kapcsolódva kutatások, olvasótáborok, irodalom-népszerűsítő programok kezdeményezője és vezetője.
Tudományos kötetek szerzője, szerkesztője, könyvsorozatok összeállítója, 1996-tól 2016-ig a BÁR, 2023-tól a Palócföld című folyóirat főszerkesztője. A Savaria University Press Alapítvány kiadó vezetője.
A 12 legszebb magyar vers című programja (2007–2013) és új szemléletű középiskolai irodalom-tankönyvei (2008–2011) az ország határain kívül is ismertté váltak.

## Művei
12 legfontosabb tudományos publikációja:
- Szemben a valósággal, Szombathely, Savaria University Press, 2023.
- Létezésformák, Szombathely, Savaria University Press, 2021.
- Szavak és szóközök, Szombathely, Savaria University Press, 2017.
- Kifelé a ködből, Szombathely: Savaria University Press, 2017 (Ottlik-könyvtár 4.).
- János Arany, The ’Language-Degrader’, Szombathely: Savaria University Press, 2016.
- Why is it beautiful?, Szombathely: Savaria University Press, 2014.
- Mentés másként, Budapest, Pont, 2012.
- A nyelvben megragadható világ kalandja, Szombathely, Savaria University Press, 2012 (Kézjegy).
- Trieszt felé I–II., Szombathely: Savaria University Press, 2010.
- "...Sem azé, aki fut..." (Ottlik Géza Iskola a határon című regénye...), Budapest, Argumentum Kiadó, 2006 (Irodalomtörténeti füzetek, 158.).
- Klasszicizmus, romantika, realizmus az irodalomban, Budapest, Önkonet, 2000 (Mestersége tanár -- Soros oktatási könyvek).
- Miért szép?, Celldömölk, Pauz–Westermann, 1997 és 1998.